# جیم سایدو
جیم سایدو (انگلیسی: Jim Siedow؛ ۱۲ ژوئن ۱۹۲۰ – ۲۰ نوامبر ۲۰۰۳) هنرپیشه اهل ایالات متحده آمریکا بود. او بیشتر برای بازی در فیلم کشتار با اره‌برقی در تگزاس و دنبالهٔ آن کشتار با اره‌برقی در تگزاس ۲ شناخته شده است.